# 有川港
有川港（ありかわこう）は、長崎県南松浦郡新上五島町有川郷にある地方港湾。港湾管理者は長崎県。

## 概要
中通島北部の有川湾に位置する港湾である。鯛ノ浦港（旧有川町）、青方港（旧上五島町）、奈良尾港（旧奈良尾町）などと並んで、島の玄関口となっている。
2015年度の発着数は6,688隻（2,286,854総トン）、利用客数は135,679人（乗込人員72,033人、上陸人員63,646人）である。

## 航路
九州商船と五島産業汽船が長崎港および佐世保港へフェリーおよび高速船を運航しており、佐世保航路はダブルトラックとなっている。

### 九州商船
- 有川港 - 長崎港

1日2往復を運航する。高速船「シープリンセス」が就航する。ただし、2025年8月25日から1年間全便運休とすることを九州運輸局に届け出ている。
- 有川港 - 佐世保港

1日2往復を運航する。フェリー「フェリーなみじ」が就航する。
- 有川港 - 小値賀港 - 宇久平港 - 佐世保港

1日2往復を運航、うち1往復は小値賀港・宇久平港に寄港する。高速船「シークイーン」が就航する。

### 五島産業汽船
- 有川港 - 佐世保港

フェリー1日2往復、高速船1日1往復を運航する。「フェリーありかわ」、高速船「ひまわり」が就航する。

### USAポートサービス
- 有川港 - 小値賀港 - 宇久平港

　高速船1日2往復を運航。五島産業汽船の関連会社。

## 港湾施設
- 有川港多目的ターミナル鯨賓館

2004年11月1日に開業した旅客ターミナル機能のほか、文化施設としての機能を有する複合施設で、水産庁の「未来に残したい漁業漁村の歴史文化財産百選」に「有川捕鯨関連文化遺産」として選定された新上五島町の捕鯨史などを紹介する新上五島町鯨賓館ミュージアム、約300席の多目的ホールである鯨賓館ホールが設けられている。